# Zuzana Moravčíková (politička)
Zuzana Moravčíková (* 9. června 1957 Jičín) je česká politička, od června do listopadu 2012 hejtmanka Středočeského kraje (předtím v letech 2008 až 2012 a opět v letech 2014 až 2016 náměstkyně hejtmana), v letech 2010 až 2018 zastupitelka města Kutné Hory (v letech 2014 až 2017 navíc místostarostka města), členka ČSSD.

## Vzdělání, profese a rodina
V roce 1976 odmaturovala na gymnáziu ve Svitavách, roku 1981 vystudovala Agronomickou fakultu Vysoké školy zemědělské v Brně. Poté až do roku 1987 pracovala v JZD Litomyšl. V letech 1987–1991 působila v Agropodniku, společného zemědělského podniku Kutná Hora. V letech 1992–2002 zastávala různé funkce na Okresním úřadě v Kutné Hoře. V období červen 2002 až srpen 2003 vedla oddělení na Úřadu pro zastupování státu ve věcech majetkových. V letech 2003 až 2008 řídila Majetkoprávní oddělení Městského úřadu Kutná Hora. Je vdaná a má dvě děti.

## Politická kariéra
V roce 1997 vstoupila do ČSSD. V roce 2008 se stala zastupitelkou a posléze radní pro majetkové záležitosti Středočeského kraje. Od 16. května 2012 zastávala funkci zastupující hejtmanky tohoto kraje po rezignaci Davida Ratha, který byl zadržen policií. 4. června 2012 byla zastupitelstvem zvolena na post hejtmanky Středočeského kraje. Zůstala jím až do krajských voleb v roce 2012, v nichž se stal volebním lídrem ČSSD Josef Řihák a ten byl později také zvolen hejtmanem. Moravčíková za ním skončila druhá co do počtu preferenčních hlasů.
V roce 2013 byla zapsána na kandidátku do sněmovních voleb. Iniciativa Volím ČSSD. A budu kroužkovat! ji pak označila za jednu z žen, které by měli voliči dát svůj preferenční hlas.
V letech 2010 až 2018 zasedala v zastupitelstvu města Kutná Hora. Ve volbách v roce 2014 post zastupitelky města z pozice lídryně kandidátky ČSSD obhájila. V listopadu 2014 se navíc stala místostarostkou města, odvolána z této funkce byla v září 2017. Znovu pak byla zvolena ve volbách v roce 2022 na kandidátce volební strany VIZE (sdružení ČSSD a nezávislých kandidátů).
Po zvolení náměstka hejtmana Středočeského kraje Miloše Petery v červnu 2014 hejtmanem Středočeského kraje se uvolnila pozice náměstka, na niž byla zvolena právě Moravčíková. Ve volbách v roce 2016 post krajské zastupitelky za ČSSD obhajovala, ale neuspěla. Skončila tak i ve funkci náměstkyně hejtmana.